# Donna...
Donna... è il settimo album di Corrado, pubblicato nel 1991.

## Tracce
1. Pistola contralto, pistola tenore
2. Un amore sbagliato
3. Credevo nell'amore
4. E allora dimmelo
5. E cchiù te voglio
6. Compagna d'amore
7. Ricordi di una bimba
8. La tua ironia
9. Amanti... no
10. Pronto...